# EasyJet

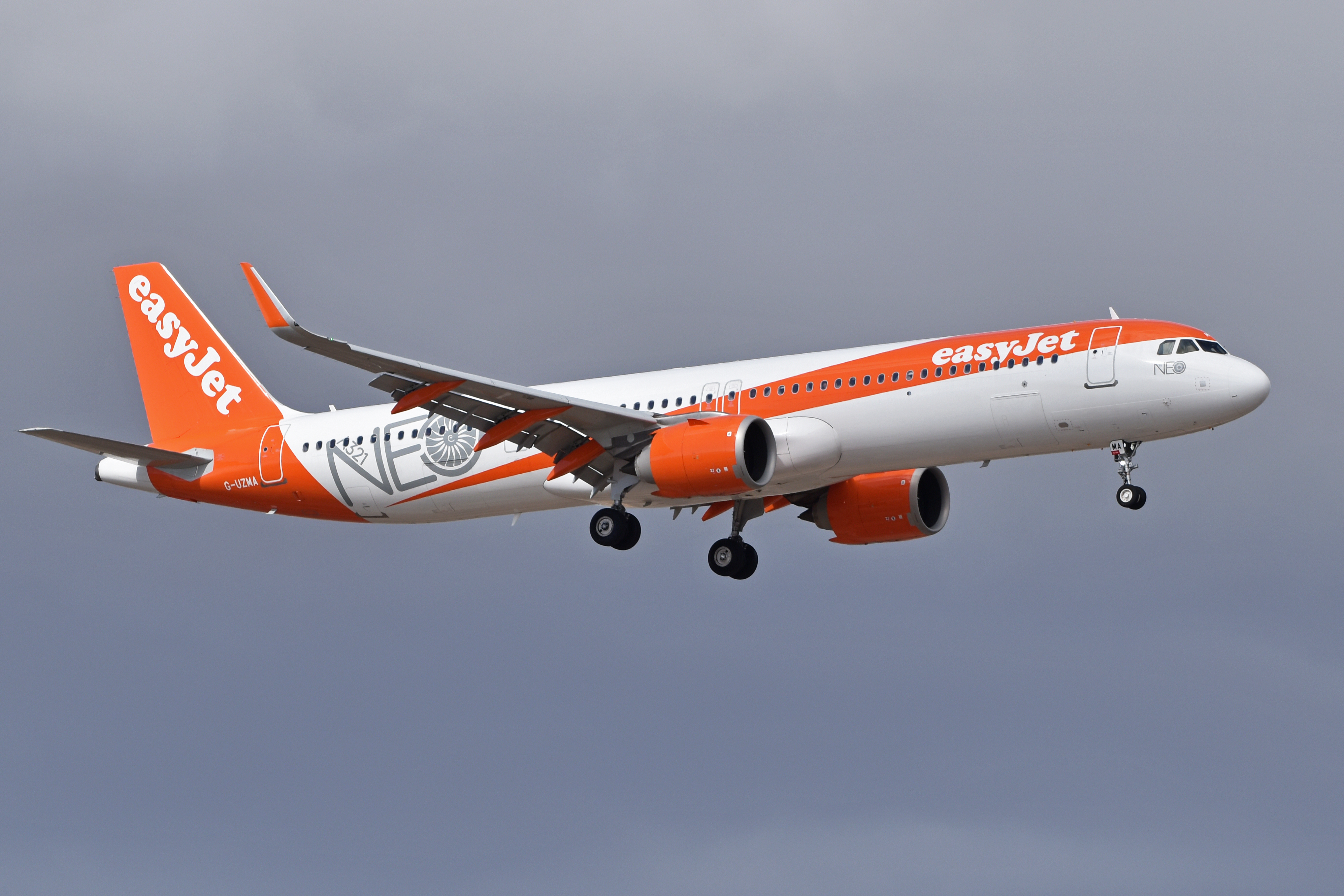
EasyJet UK Airbus A321neo ACF

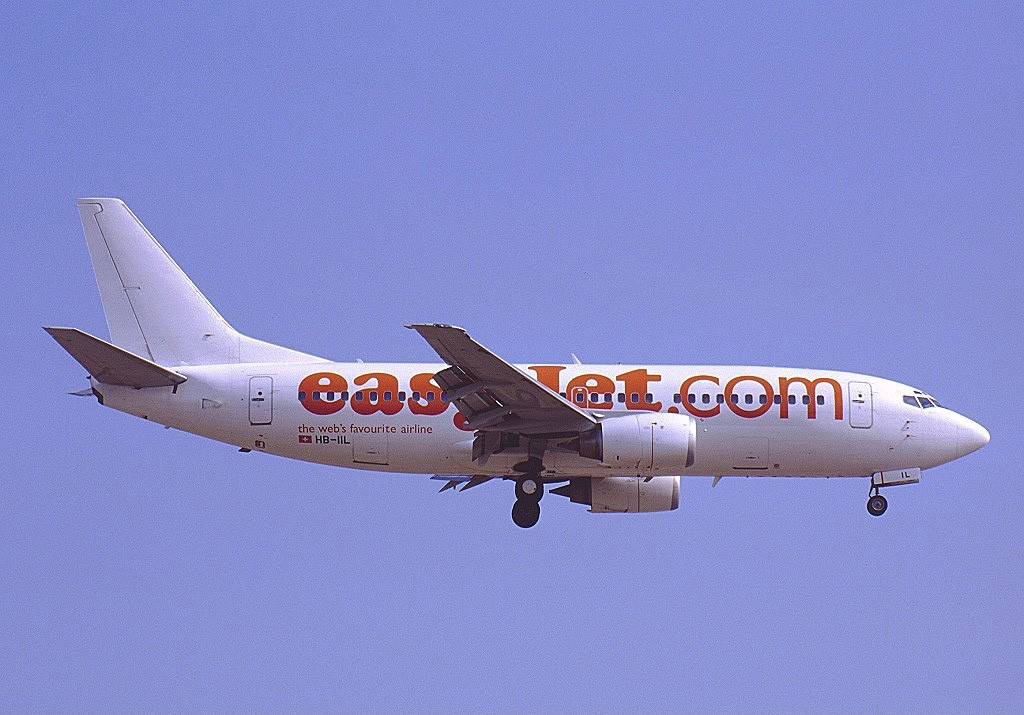
Boeing 737-36M, EasyJet Airlines

EasyJet là hãng hàng không Anh đặt trụ sở chính tại Sân bay Luton London. Hãng này có số lượng hành khác vận chuyển nhiều hơn bất kỳ hãng hàng không khác đóng ở Vương quốc Anh, hãng này cung cấp dịch vụ bay vận chuyển quốc nội và quốc tế theo lịch trình trên 500 tuyến giữa 118 điểm đến ở châu Âu, Bắc Phi, và Tây Á Công ty mẹ, EasyJet plc,. Được niêm yết trên Sở giao dịch chứng khoán London (LSE: EZJ) và là một thành viên của Chỉ số FTSE 250. Tại thời điểm ngày 30 tháng 9 năm 2009, hãng này sử dụng 6.666 người, làm việc khắp châu Âu nhưng chủ yếu là ở Anh.
EasyJet đã có những bước phát triển nhanh chóng kể từ khi thành lập vào năm 1995, có phát triển thông qua việc mua lại hãng khác  và mở cơ sở thúc đẩy bởi nhu cầu khách hàng đi lại bằng hãng hàng không giá rẻ. Hãng này, cùng với hãng hàng không nhượng quyền EasyJet Switzerland, hiện đang vận hành trên 180 máy bay, chủ yếu là máy bay Airbus A319 [6] Hãng có 20 cơ sở trên khắp châu Âu, căn cứ quan trọng nhất là Sân bay Gatwick London. Năm 2009, EasyJet vận chuyển 45,2 triệu lượt khách  và là hãng hàng không giá rẻ lớn thứ nhì ở châu Âu, phía sau hãng Ryanair.
Năm 2010 ba, Easyjet công bố rằng Giám đốc điều hành hiện tại Andy Harrison sẽ được thay thế bởi Carolyn McCall.
Ngày 30/3/2020, EasyJet đã ngừng hoạt động toàn bộ đội máy bay của mình do đại dịch COVID-19. Sau đó, họ đã đóng cửa ba căn cứ của mình.

## Đội bay
Tính đến tháng 7/2021:
| Máy bay            | Đang vận hành | Đặt hàng | Hành khách | Khai thác bởi       | Ghi chú                     |
| ------------------ | ------------- | -------- | ---------- | ------------------- | --------------------------- |
| Airbus A319        | 72            | —        | 156        | EasyJet UK          |                             |
| Airbus A319        | 32            | —        | 156        | EasyJet Europe      |                             |
| Airbus A319        | 5             | —        | 156        | EasyJet Switzerland |                             |
| Airbus A320        | 61            | —        | 180        | EasyJet UK          |                             |
| Airbus A320        | 83            | —        | 186        | EasyJet Europe      |                             |
| Airbus A320        | 22            | —        | 186        | EasyJet Switzerland |                             |
| Airbus A320neo     | 38            | 91       | 186        | EasyJet UK          | Giao hàng đến cuối năm 2021 |
| Airbus A321neo ACF | 10            | 16       | 235        | EasyJet UK          |                             |
| Airbus A321neo ACF | 4             | 16       | 235        | EasyJet Europe.     |                             |
| Tổng cộng          | 327           | 107      |            |                     |                             |

## Phục vụ

### Đặt vé

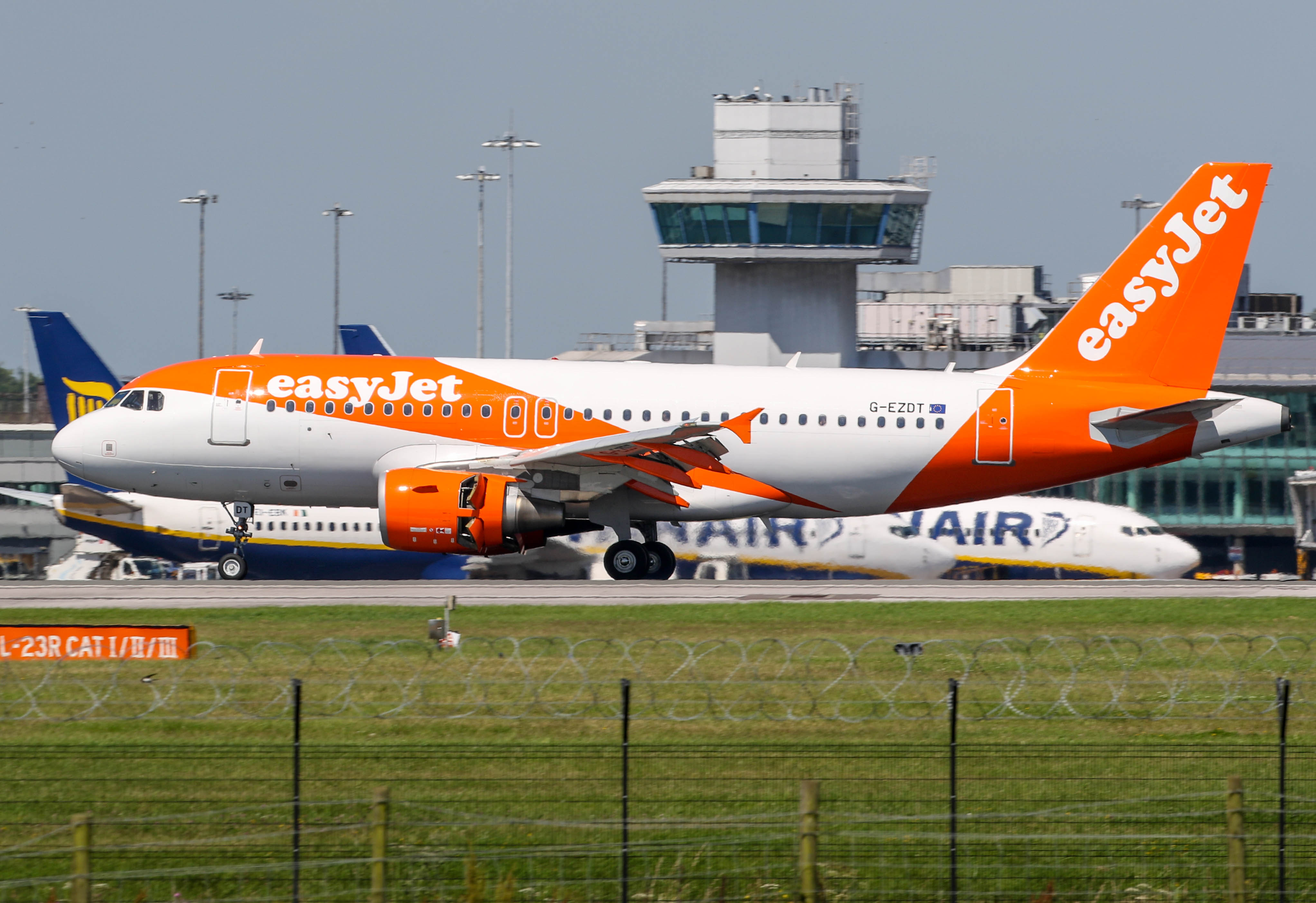
Easy Jet A319

Ban đầu việc đặt vé chỉ qua điện thoại. Để quảng bá điều này, tất cả các máy bay của hãng đều được sơn số điện thoại đặt vé. Không có chuyện khuyến khích các đại lý du lịch đặt chuyến bay của hãng vì hãng sẽ không trả tiền hoa hồng, đây là thông lệ tiêu chuẩn của ngành đối với các hãng hàng không giá rẻ.
Tháng 12/1997, một trong những công ty thiết kế và quảng cáo của EasyJet đề nghị với Stelios Haji-Ioannou rằng ông nên xem xét thử nghiệm một trang web để đặt chỗ trực tiếp. Câu trả lời của Haji-Ioannou là: "Internet là dành cho những kẻ mọt sách, nó sẽ không bao giờ kiếm tiền cho công việc kinh doanh của tôi!" Các giám đốc điều hành khác của hãng đã nhìn thấy tiềm năng và đã chấp thuận một thử nghiệm trang web liên quan đến việc đưa một số điện thoại đặt chỗ khác lên trang web để theo dõi thành công. Khi Haji-Ioannou nhìn thấy kết quả, anh ấy đã thay đổi quyết định và một trang web thương mại điện tử có khả năng cung cấp dịch vụ đặt vé trực tuyến theo thời gian thực ra đời vào tháng 4/1998, đây là trang web đầu tiên cho một hãng hàng không giá rẻ ở Châu Âu.
Tháng 12/2001, hãng chuyển từ hệ thống đặt chỗ của bên thứ ba sang hệ thống nội bộ. Đặt vé qua Internet có giá rẻ hơn so với đặt vé qua điện thoại để giảm chi phí cuộc gọi; như một phương tiện khuyến khích sử dụng trang web, máy bay đã được sơn lại bằng địa chỉ web. Trong vòng một năm, hơn 50% lượt đặt vé đã được thực hiện bằng cách sử dụng trang web. Đến tháng 4 năm 2004, con số được báo cáo đã tăng lên 98%.

### Dịch vụ trên máy bay
Tất cả các máy bay của hãng đều khai thác cấu hình đồng hạng Phổ thông.
Do là hãng giá rẻ nên khoang bếp của hãng sẽ thiết kế ít hơn so với các hãng khác nhằm mục đích chở nhiều hành khách và phòng vệ sinh sẽ đặt kế bên khoang bếp thay vì nằm phía sau ghế hành khách.
EasyJet không cung cấp các bữa ăn hoặc đồ uống miễn phí trên các chuyến bay của hãng (ngoại trừ một số chuyến bay thuê không thường xuyên do hãng khai thác). Hành khách có thể xem và mua các mặt hàng trên máy bay từ cuốn tạp chí "EasyJet Bistro". Doanh thu bán hàng trên máy bay là một phần quan trọng trong doanh thu phụ trợ của hãng hàng không; quà tặng như nước hoa, mỹ phẩm, đồ dùng tiện ích và các mặt hàng mang nhãn hiệu EasyJet được bán trên máy bay, cũng như vé dịch vụ đưa đón sân bay hoặc vé tàu. Tạp chí hàng tháng của hãng có tên là "The Traveler".
Hãng trước đây đã cung cấp dịch vụ giải trí trên chuyến bay (IFE) trên một số máy bay, chẳng hạn như đội bay của GB Airways, sử dụng màn hình chung trên một số máy bay Airbus; đến năm 2018 việc sử dụng IFE đã bị ngừng. Hãng cung cấp tai nghe để mua, cùng với gối du lịch và tấm che mắt. Năm 2017, "Air Time" đã được giới thiệu trên một số chuyến bay của EasyJet Thụy Sĩ, cho phép hành khách kết nối để xem tuyển tập các bộ phim và đọc sách thông qua mạng WiFi trên máy bay; dịch vụ này được cung cấp bởi Rakuten.